# KYV32
シンプルスマートフォン BASIO KYV32（シンプルスマートフォン ベイシオ ケーワイブイ さんに）は、京セラによって日本国内向けに開発された、auブランドを展開するKDDIおよび沖縄セルラー電話の第3.9世代移動通信システム（au 4G LTE/au VoLTE）、および第4世代移動通信システム（au 4G LTE CA/WiMAX2+）対応スマートフォンである。簡単ケータイシリーズのひとつ。

## 概要
同キャリア向けとしては初となる本格的な60代以上のシニアユーザー、およびスマートフォン初心者を対象としたスマートフォン。同社製の既存のスマートフォンであるURBANO V01（KYV31）を基に再設計・再開発された。シニア・初心者向けスマートフォンでありながら一連のハイエンド系スマートフォンと同等の高い性能（2015年2月 - 3月当時）を有している。ただし、ベース機と異なり、MHL端子やおサイフケータイ（Felica）、NFC、Miracast、DLNA、2015年度より順次開始される700MHz帯のエリアサービスなどには非対応となっている。
なお、本機種は日本国内での3G（CDMA2000 1x）エリアによる音声通話（CDMA2000 1xRTT）、およびデータ通信（1xEV-DO Rel.0/Rev.A/MC-Rev.A）にはそれぞれ非対応となる。
VoLTEに対応することから、既存ユーザーはau ICカードの交換（au nano IC Card (4G LTE) → au Nano IC Card 04(VoLTE) ）が必要となる。
キャッチコピーは「初めてのスマホ体験。-誰もが使いやすいシンプルさ-」。
SIMロック解除の義務化が開始される前に発売された機種のため、SIMロック解除が出来ない。したがって、mineoおよびUQ mobileでは、SIMロック解除が必須となるため利用出来ない。

## 搭載アプリ
- Skype
- Friends Note
- Foursquare
- au one ナビウォーク
- au one 助手席ナビ
- au one ニュースEX
- じぶん銀行
- Twitter for Android
- すぐ文字 for Android
- すぐこえ

## その他機能
※PC向けWebブラウザが標準装備されている。携帯向けサイト(EZWeb)は他のスマートフォンやPCと同じく閲覧不可。
| 主な機能・対応サービス                                                  | 主な機能・対応サービス                                                              | 主な機能・対応サービス                      | 主な機能・対応サービス        |
| ----------------------------------------------------------------------- | ----------------------------------------------------------------------------------- | ------------------------------------------- | ----------------------------- |
| Google Play au Market auスマートパス auウィジェット Webブラウザ         | LISMO! for Android （ハイレゾ音源非対応） LISMO WAVE うたパス ビデオパス ブックパス | おサイフケータイ NFC おくだけ充電（Qi）     | ワンセグ DLNA/DTCP-IP         |
| au one メール PCメール Gmail EZwebメール                                | デコレーションメール デコレーションアニメ                                           | Friends Note                                | PCドキュメント                |
| au Smart Sports Run & Walk Karada Manager ゴルフ(web版) Fitness、歩数計 | GPS 方位計                                                                          | au oneナビウォーク au one助手席ナビ         | au one ニュースEX au one GREE |
| かんたんメニュー じぶん銀行                                             | 緊急速報メール                                                                      | Bluetooth                                   | 無線LAN機能 (Wi-Fi)           |
| 赤外線通信 Miracast                                                     | WIN HIGH SPEED au VoLTE （シンクコール対応） au 4G LTE （CA対応） WiMAX2+           | グローバルパスポート （現・au世界サービス） | auフェムトセル                |
| microSD microSDHC microSDXC                                             | モーションセンサー(6軸)                                                             | 防水 防塵                                   | 簡易留守録 着信拒否設定       |

- 安心セキュリティパックはフル対応

## 沿革
- 2015年（平成27年）1月6日 - 連邦通信委員会（FCC）を通過[6]。
- 2015年1月19日 - KDDI、および京セラより公式発表。
- 2015年2月13日 - 全国にて一斉発売開始。
- 2015年4月25日 - ジュピターショップチャンネルが放送する24時間テレビ通販チャンネルの「ショップチャンネル」にて数量限定販売され、同日完売した。なお、当チャンネルで本機を購入したユーザーは自宅での訪問サポートが無償で提供される[7][8]。
- 2016年（平成28年）1月12日 - 新色としてレッドを追加発表[9]。
- 2016年1月29日 - 新色としてレッドを全国にて追加発売。